# سيرين العطار
سيرين العطار هي طبيبة فلسطينية، ولدت عام 1984 في قطاع غزة، استشهدت برفقه إبنتها وأفراد من عائلتها إثرغارة جوية استهدفت المنزل الذي نزحت إليه في مخيم البريج بتاريخ 11 أكتوبرعام 2023، من قبل جيش الاحتلال الإسرائيلي دون أي سابق إنذار خلال عدوان معركة طوفان الأقصى. كانت واحدة من بين أكثر من 490 من العاملين في مجال الرعاية الصحية في غزة الذين استشهدوا منذ السابع من أكتوبر وفقًا لوزارة الصحة في القطاع. كانت طبيبة اختصاصية سعت لتحسين الصحة العامة في غزة، وباستشهادها تعرضت الخدمة الصحية في القطاع لإنتكاسة كبيرة.

## حياتها المهنيه
كانت سيرين العطار من الأطباء البارزين في مجال طب التوليد وأمراض النساء، حصلت على درجاتها العلمية من البورد الأردني والفلسطيني والعربي. عملت مستشارة في مجال التوليد والعقم، لها مساهمات بارزة كعضو هيئة تدريسية في كليتي الطب في الجامعة الإسلامية وجامعة الأزهر ومحاضرة لطلبة الماجستير في جامعة القدس. تميزت بقدرتها على دمج المعرفة الأكاديمية مع الخبرة العملية، مما جعلها مرجعاً مهماً في مجال تخصصها.
قالت عنها الدكتورة غادة الجدبة رئيسة برنامج الصحة في غزة “كانت من أفضل وأروع الأطباء الذين قابلتهم وتعاملت معهم وأكثرهم إنسانية". 

## أنظر أيضاً
- زينب المحب
- أمل مقادمة